# John Kay (hudebník)
John Kay (* 12. dubna 1944 jako Joachim Fritz Krauledat, Tylže) je kanadský zpěvák, skladatel a kytarista německého původu, který se proslavil jako frontman skupiny Steppenwolf.
Jako malý musel se svou matkou na začátku roku 1945 z Pruska ustoupit před sovětskými vojsky. V roce 1948 odešli z města Arnstadt, které se nacházelo v sovětské okupační zóně, a tak se usadili v Hanoveru v západním Německu (což je vylíčeno ve skladbě „Renegade“ z alba Steppenwolf Seven). V britské okupační zóně pak poslouchal hudbu ze stanice British Forces Broadcasting Service a v roce 1958 se nakonec přesunul do Kanady.
V roce 1965 se připojil k blues rockové a folkové skupině The Sparrows, která měla v Kanadě průměrný úspěch. Poté odešli do Kalifornie, kde rozšířili sestavu a jméno v roce 1967 změnili na Steppenwolf. Steppenwolf pak měli mezinárodní úspěch s hard rockovými a heavy metalovými skladbami jako „Born to Be Wild“, „Magic Carpet Ride“, „Monster“, „The Pusher“, a „Rock Me“. Úspěch se znásobil použitím skladeb „Born to Be Wild“ a „The Pusher“ ve filmu Easy Rider.